# 강동초등학교 (부산)
강동초등학교(江東初等學校)는 대한민국 부산광역시 해운대구에 있는 공립 초등학교이다.

## 학교 연혁
- 1995.09.01 해강국민학교(5학급) 분리
- 1991.08.24 숲속의 교실(3개)
- 1972.06.04 교실 전기시설 완료
- 1963.03.06 11학급 편성
- 1962.03.10 개교(해운대초등학교에서 분리)
- 1962.03.01 강동초등학교로 인가받음(9학급)

## 참고 자료
- 강동초등학교 - 한국교육학술정보원 학교알리미